# Tetrathemis ruwensoriensis
Tetrathemis ruwensoriensis là một loài chuồn chuồn ngô thuộc họ Libellulidae. Nó là loài đặc hữu của Uganda. Các môi trường sống tự nhiên của chúng là các khu rừng vùng núi ẩm nhiệt đới hoặc cận nhiệt đới và sông. Nó bị đe dọa do mất môi trường sống.